# David Rozehnal
David Sebastian Rozehnal (Šternberk, 5 juli 1980) is een Tsjechisch voormalig voetballer die tussen 1999 en 2018 als centrale verdediger speelde. In 2005 werd Rozehnal kampioen van België als speler van Club Brugge. Zijn bijnaam luidde Rozhi. In 2001 debuteerde hij in het Tsjechisch voetbalelftal, waarvoor hij daarna meer dan vijftig interlands speelde.
Voor Rozehnal begon met voetballen, was hij een handbalspeler. Toen hij begon met voetballen vond zijn vader het belangrijk dat hij tweebenig werd. Hierdoor kan hij zowel rechts- als links-centraal in de verdediging spelen.

## Carrière
Rozehnal stroomde in het seizoen 1999-2000 door vanuit de jeugd van Sigma Olomouc. Na nog drie seizoenen in de hoofdmacht van de club, verhuisde hij in 2003 naar Club Brugge. Rozehnal verliet België weer twee seizoenen later voor Paris Saint Germain.
Rozehnal vormde in zijn eerste jaar bij PSG een centraal duo met Mario Yepes. Van de 46 officiële matchen van Paris Saint-Germain in 2005-2006 speelde Rozehnal er 45 en werd hij nooit vervangen. De enige match die Rozehnal miste, was de zestiende finale in de Coupe de la Ligue door een kleine blessure.
In het seizoen 2006-2007 werd Rozehnal de patron van de Parijse defensie en maakte hij zijn eerste doelpunt voor PSG, tegen AS Monaco (2-1 winst). Hij scoorde met een schuiver vanaf 30 meter. Door een zware blessure van Mario Yepes vormde Rozehnal doorgaans een centraal duo achterin met Sylvain Armand of Sammy Traoré.
Aan het einde van het seizoen 2006-2007 stond Rozehnal in de belangstelling van Borussia Dortmund, dat een vervanger zocht voor de vertrekkende Christoph Metzelder. Toen de transfer bijna rond was, kwam Newcastle United FC zich ook melden voor de Tsjech. Rozehnal verkoos de Engelse club vervolgens boven de Duitse en tekende bij Newcastle voor vier jaar.
Rozehnal begon bij Newcastle United als basisspeler, maar door de magere resultaten van The Magpies kwam hij op de bank terecht. Coach Sam Allardyce gaf de voorkeur aan het duo Steven Taylor en Claudio Caçapa centraal achterin. Nadat Big Sam het veld ruimde voor Kevin Keegan speelde Rozehhnal enkele keren als defensieve middenvelder, een positie waarop hij zich niet echt thuisvoelde. Net voor het sluiten van de wintertransferperiode wilde Lazio Roma Rozehnal overnemen. Newcastle United en Lazio Roma werden het op dat moment niet eens over een transferprijs, waarop Rozehnal in eerste instantie werd uitgeleend aan de Italiaanse club, met een aankoopoptie op het einde van het seizoen. In de zomer van 2009 tekende Rozehnal een contract voor drie seizoenen bij Hamburger SV, dat daarvoor acht miljoen euro overmaakte aan Lazio Roma. In de zomer van 2010 werd hij voor een jaar uitgeleend aan het Franse Lille OSC, dat hem vervolgens definitief overnam. In de zomer van 2015 nam KV Oostende hem transfervrij over. Begin april 2018 beëindigde Rozehnal zijn spelerscarrière bij KV Oostende en keerde terug naar zijn thuisland Tsjechië.

## Clubstatistieken
| Seizoen | Club                | Land               | Competitie         | Wedst | Goals |
| ------- | ------------------- | ------------------ | ------------------ | ----- | ----- |
| 1999/00 | Sigma Olomouc       | Vlag van Tsjechië  | Gambrinus liga     | 4     | 0     |
| 2000/01 | Sigma Olomouc       | Vlag van Tsjechië  | Gambrinus liga     | 13    | 1     |
| 2001/02 | Sigma Olomouc       | Vlag van Tsjechië  | Gambrinus liga     | 28    | 1     |
| 2002/03 | Sigma Olomouc       | Vlag van Tsjechië  | Gambrinus liga     | 27    | 0     |
| 2003/04 | Club Brugge         | Vlag van België    | Eerste Klasse      | 27    | 0     |
| 2004/05 | Club Brugge         | Vlag van België    | Eerste Klasse      | 23    | 1     |
| 2005/06 | Paris Saint-Germain | Vlag van Frankrijk | Ligue 1            | 38    | 0     |
| 2006/07 | Paris Saint-Germain | Vlag van Frankrijk | Ligue 1            | 37    | 1     |
| 2007/08 | Newcastle United    | Vlag van Engeland  | Premier League     | 22    | 0     |
| 2007/08 | → Lazio Roma        | Vlag van Italië    | Serie A            | 10    | 0     |
| 2008/09 | Lazio Roma          | Vlag van Italië    | Serie A            | 28    | 0     |
| 2009/10 | Hamburger SV        | Vlag van Duitsland | Bundesliga         | 23    | 1     |
| 2010/11 | → Lille OSC         | Vlag van Frankrijk | Ligue 1            | 13    | 1     |
| 2011/12 | Lille OSC           | Vlag van Frankrijk | Ligue 1            | 15    | 1     |
| 2012/13 | Lille OSC           | Vlag van Frankrijk | Ligue 1            | 12    | 0     |
| 2013/14 | Lille OSC           | Vlag van Frankrijk | Ligue 1            | 17    | 0     |
| 2014/15 | Lille OSC           | Vlag van Frankrijk | Ligue 1            | 18    | 0     |
| 2015/16 | KV Oostende         | Vlag van België    | Jupiler Pro League | 36    | 0     |
| 2016/17 | KV Oostende         | Vlag van België    | Jupiler Pro League | 28    | 4     |
| 2017/18 | KV Oostende         | Vlag van België    | Jupiler Pro League | 3     | 0     |
| Totaal  | Totaal              | Totaal             | Totaal             | 407   | 11    |